# La spesa del curato
La spesa del curato è un dipinto a olio su tavola (30 × 20, eseguito nel 1885 dal pittore italiano Mosè Bianchi.
È conservato nei Musei Civici di Monza.